# 천안 광덕 봉수대
광덕 봉수대는 대한민국 충청남도 천안시 동남구에 있다. 1995년 5월 10일 천안시의 향토문화유산 제36호로 지정되었다.

## 개요
공주의 고등산 봉수에서 연락을 받아 북쪽 천안의 태학산 봉수로 전달하였다.